# Trichotomoxia
Trichotomoxia es un género de coleóptero de la familia Mordellidae.

## Especies
Las especies de este género son:
- Trichotomoxia chubbi Franciscolo, 1950
- Trichotomoxia demarzi Ermisch, 1962
- Trichotomoxia grosseantennalis Franciscolo, 1955